# Mayra Elizondo Cortés
Mayra Elizondo Cortés (Ciudad de México, 6 de diciembre de 1968) es una ingeniera mexicana en matemáticas aplicadas y computación, por la Facultad de Educación Superior Acatlán de la Universidad Nacional Autónoma de México y la primera mujer presidenta en dirigir la Asociación Mexicana de Logística y Cadena de Suministro A.C..
En 2021 recibió el Premio Sor Juana Inés de la Cruz por su labor como docente, en investigación y difusión cultural.También obtuvo el reconocimiento Mujeres Sobresalientes en Logística, otorgado por la AML, galardón creado para visibilizar a las pioneras en el área de ingeniería.

## Trayectoria
La ingeniera estudió matemáticas aplicadas e informática en la Facultad de Estudios Superiores Acatlán de la UNAM, una maestría y un doctorado en investigación de operaciones en el posgrado de ingeniería de la misma universidad.
Desde 2022 es docente en la Facultad de Ingeniería de la UNAM.

## Premios y reconocimientos
- El 2 de marzo de 2021, la Facultad de Ingeniería, galardonó a la ingeniera con el Premio Sor Juana Inés de la Cruz.[8]
- En 2005 obtuvo el tercer lugar en el Primer Concurso de Cuento de Ciencia Ficción de la Sociedad de Ingeniería Aeronáutica y Aeroespacial de la UNAM.[9]

## Obras
La matemática no solo se ha desempeñado en el área de la ingeniería, sino que también dedica tiempo a la escritura y literatura, fue así como en 2018 publicó Día feriado.